# Портюгаль (госпитальное судно)
«Портюгаль» — пароход, построенный французской компанией Messageries Maritimes. Во время Первой мировой войны был передан русскому морскому министерству. 
В начале 1916 года эксплуатировался как госпитальное судно. Затонул 17 (30) марта 1916 года в результате торпедной атаки немецкой подводной лодки U-33.

## История

### 1886 — 1914 годы
Пароход «Портюгаль» был построен на верфи французского порта Ла-Сьота и спущен на воду 25 июля 1886 года. Судно было 140,2 метра в длину и 14 метров в ширину. Корабль обладал двигателем мощностью 4800 лошадиных сил, имел один ходовой винт и мог развивать скорость до 16,5 узлов. Пароход предназначался для пассажирских и грузовых перевозок между Францией и Южной Америкой. При этом он мог взять на борт 125 пассажиров в первый, 90 во второй и 700 в третий класс.
5 августа 1887 года «Портюгаль» отправился в свой первый рейс Ла-Плату. С 1899 года по 1912 год пароход ходил по маршруту в город Александрию. Затем до 1914 года совершал рейсы между Марселем и Одессой.

### Переоборудование в госпитальное судно
29 октября 1914 года, находясь в порту Одессы, «Портюгаль» подвергся бомбардировке турецкими судами, в результате чего погибли два члена экипажа, а корабль получил пять пробоин. После этого французские власти реквизировали корабль и передали его в распоряжение Российской империи.
По распоряжению русского морского министерства на корабле был устроен госпиталь Красного Креста. На судне были оборудованы палаты, рассчитанные на 500 человек. В персонал госпиталя входили уполномоченный Л. Л. Татищев, фармацевт, заведующий хозяйством, трое врачей, 20 сестёр милосердия, 73 санитара и две горничные. Старшей сестрой милосердия была баронесса Анна Фёдоровна Мейендорф. Экипаж судна состоял из 141 моряков, русских и французов.
В первый рейс в качестве госпитального судна пароход отправился 27 (14) февраля 1916 года. Всего «Портюгаль» совершил пять рейсов, во время которых он забирал раненых из Арташена, Ризе, Фахтии, Тирибона, Офы.

«Портюгаль» до и после переоборудования в госпитальное судно
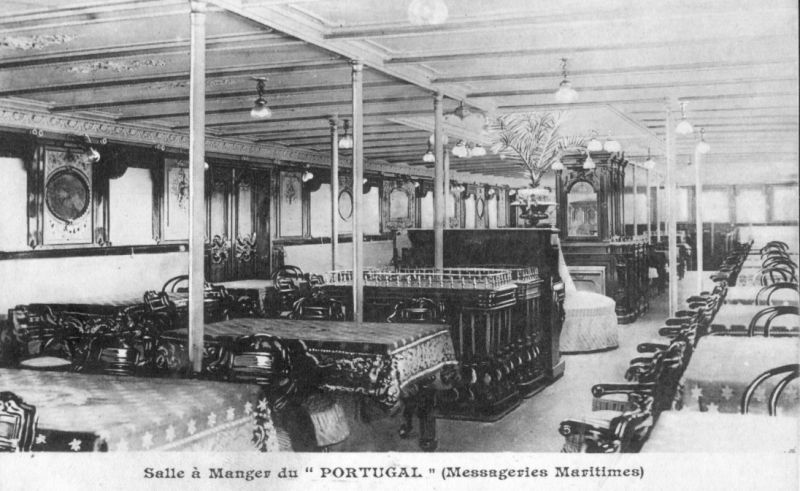
Ресторанный зал
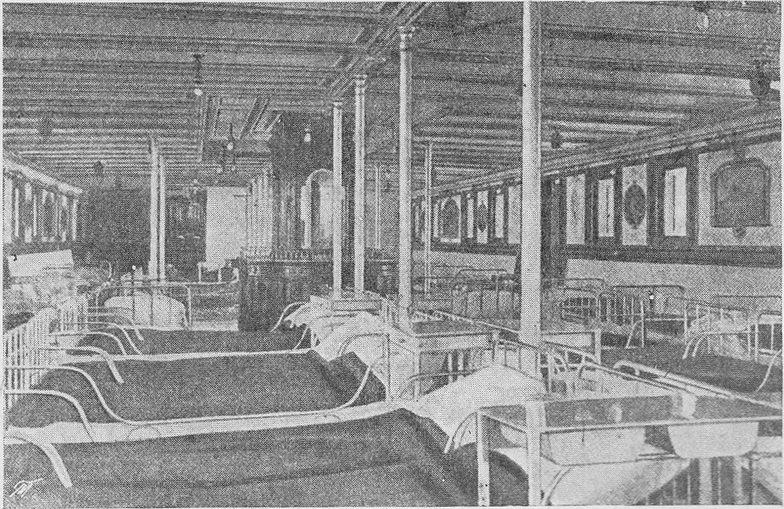
Больничная палата

### Гибель судна
17 (30) марта 1916 года «Портюгаль» стоял на якоре в Чёрном море близ турецкого города Офа. Погода была ясная и опознавательные знаки корабля — красные кресты — были отчётливо видны. Внезапно неподалёку от корабля всплыла немецкая подводная лодка. Капитан госпитального судна успокоил пассажиров и членов экипажа, сказав, что лодка не станет атаковать корабль, находящийся под защитой Красного Креста. Тем не менее, подводная лодка U-33 (командир капитан-лейтенант Гансер) выпустила по кораблю две торпеды, первая из которых пошла по касательной вдоль левого борта, а вторая взорвалась, попав в середину правого борта. 
М. М. Римский-Корсаков, бывший начальником Батумского отряда судов ЧФ, к которому был причислен «Портюгаль», в своей статье в «Морском журнале» указывал, что версия о всплытии подводной лодки не соответствует действительности: "В действительности подводная лодка, обнаружив «Португаль» с "баржей", не всплывала (до выпуска мины); с «Португаля» подводной лодки не видали, как не видали и перископа, хотя, конечно, внимательно следили за поверхностью моря; с «Португаля» увидали только след быстро приближавшейся мины Уайтхеда (погода была тихая и море было гладкое), когда увернуться от неё было уже невозможно. Очевидно, мина была выпущена с порядочной дистанции и по верному прицелу."
«Портюгаль» полностью затонул менее чем за две минуты. Из 273 человек, находившихся на борту, погибли 115. Остальных спас находившийся поблизости русский эскадренный миноносец «Жаркий». В числе погибших оказались 13 сестёр милосердия, 24 других медицинских работника, 50 русских и 18 французских членов экипажа.
Из иллюстрированного журнала «Искры» от 3 апреля 1916 года:

Язва варварства. Страшное преступление германской подводной лодки, совершенное в Черном море, все еще волнует общество не только у нас, но и за границей, где оно встретило всеобщее осуждение. Потопление госпитального судна «Пуртугаль», сестер милосердия и санитаров, отдавших себя служению страдальцам раненым, вызвало целый ряд протестов и сочувственных статей во всех европейских органах печати. Очень интересны строки Пишона, бывшего французского министра внутренних дел. «Ныне уже, — пишет он, — не одним коммерческим судам грозит потопление со стороны бандитов, приемы которых по всей низости превосходят все, о чем могли мечтать самые известные убийцы. Опасность эта грозит теперь и судам, предназначенным для раненых и ухода за ними. На море, посредством подводных лодок и мин, на суше при помощи удушливых газов, струй ядовитых жидкостей и цеппелинов — всюду мы видим систематическое истребление людей, и безоружных, не зависимо от пола, возраста и профессии, — всех избирает своими жертвами народ, в котором воплощаются  все наследственные язвы варварства. Интересно знать, долго ли еще цивилизованные государства, не принимающие до сих пор участия в войне, останутся в стороне от борьбы между низостью, преступлением и простым чувством человеколюбия».
Правительство Российской империи, ссылаясь на Женевские конвенции, выразило протест Центральным державам, назвав затопление госпитального судна военным преступлением.
На «Портюгаль» нанимался санитаром будущий писатель Константин Паустовский. По счастью для него, в последний рейс судно ушло раньше, чем он смог появиться на нем.

### Память

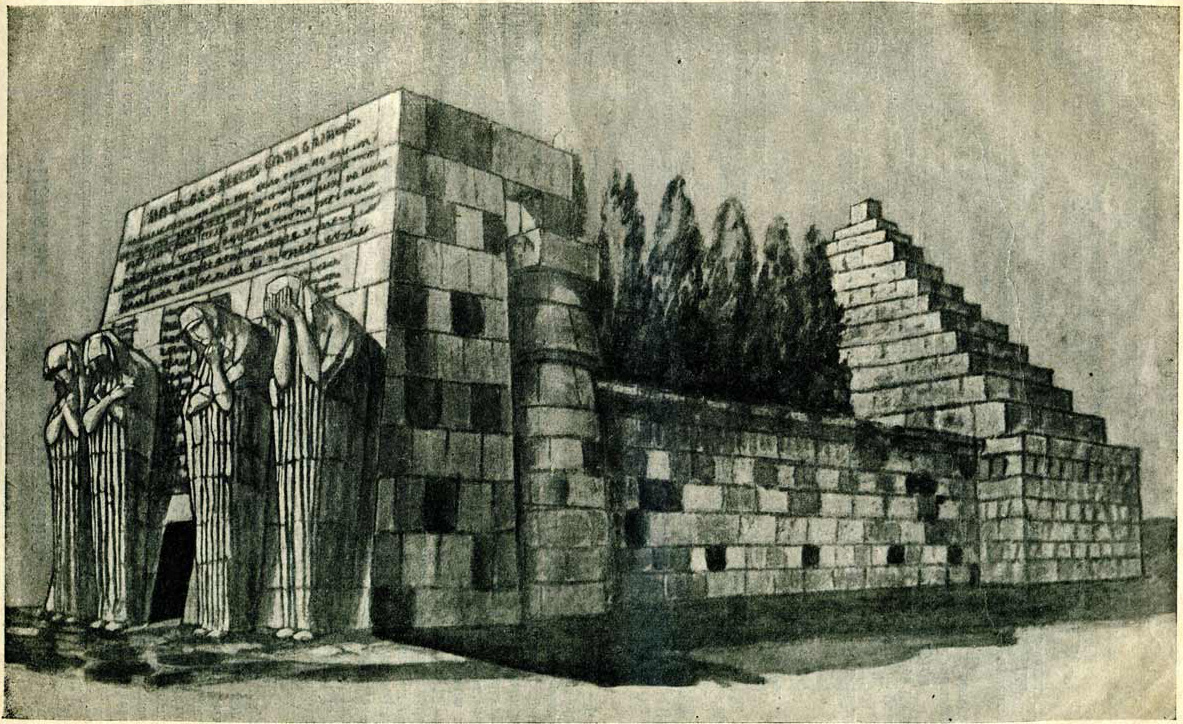
«Памятник Мировому страданию»

После затопления судна Московская городская дума постановила создать памятник погибшим. На эти цели было выделено 25000 рублей. Был объявлен конкурс, в котором победил проект «Памятник Мировому страданию» скульптора И. Д. Шадра. Он предполагал поставить его на территории Московского городского Братского кладбища. Однако, эти планы не были осуществлены.